# یمن در المپیک تابستانی ۲۰۱۶
یمن از ۵ تا ۲۱ اوت ۲۰۱۶ در بازی‌های تابستانی المپیک در ریو دو ژانیرو برزیل شرکت داشت.

## دو و میدانی
یمن توانست در این مسابقات از IAAF سهمیه یک دونده مرد را بگیرد.
مسیر و جاده

| ورزشکار  | رویداد       | مقدماتی | مقدماتی | نیمه نهایی         | نیمه نهایی         | نهایی              | نهایی              |
| ورزشکار  | رویداد       | نتیجه   | رتبه    | نتیجه              | رتبه               | نتیجه              | رتبه               |
| -------- | ------------ | ------- | ------- | ------------------ | ------------------ | ------------------ | ------------------ |
| محمد رقه | مردان، ۱۵۰۰م | ۳:۵۸٫۹۹ | ۱۴      | به این مراحل نرسید | به این مراحل نرسید | به این مراحل نرسید | به این مراحل نرسید |

## جودو
| ورزشکار   | رویداد            | از ۶۴ نفر                                     | از ۳۲ نفر          | از ۱۶ نفر          | یک چهارم نهایی     | نیمه نهایی         | شانس مجدد          | نهایی / برنز       | نهایی / برنز |
| ورزشکار   | رویداد            | حریف نتیجه                                    | حریف نتیجه         | حریف نتیجه         | حریف نتیجه         | حریف نتیجه         | حریف نتیجه         | حریف نتیجه         | رتبه         |
| --------- | ----------------- | --------------------------------------------- | ------------------ | ------------------ | ------------------ | ------------------ | ------------------ | ------------------ | ------------ |
| زیاد ماتر | مردان -۷۳ کیلوگرم | ویکتور سکورتو (امارات متحده عربی) · L 000-010 | به این مراحل نرسید | به این مراحل نرسید | به این مراحل نرسید | به این مراحل نرسید | به این مراحل نرسید | به این مراحل نرسید |              |

## شنا
| ورزشکار       | رویداد               | مقدماتی | مقدماتی | نیمه نهایی         | نیمه نهایی         | نهایی              | نهایی              |
| ورزشکار       | رویداد               | زمان    | رتبه    | زمان               | رتبه               | زمان               | رتبه               |
| ------------- | -------------------- | ------- | ------- | ------------------ | ------------------ | ------------------ | ------------------ |
| نوران با مترف | زنان، ۱۰۰ متر پروانه | ۱:۱۱٫۱۶ | ۴۳      | به این مراحل نرسید | به این مراحل نرسید | به این مراحل نرسید | به این مراحل نرسید |